# العبدلي مول
العبدلي مول هو مركز تسوق بلغت تكلفته 300 مليون دولار، يقع في مدينة عمان (مدينة) في الأردن. تملكه شركة العبدلي مول. تم افتتاح هذا المركز التجاري في أيار عام 2016، وهو جزء من مشروع العبدلي.
يحتوي هذا المجمع التجاري الضخم على مساحات لوقوف السيارات تتسع لحوالي 2400 سيارة، إضافة لأكثر من 160 متجر لبيع التجزئة والعديد من المطاعم والمقاهي ومركز ترفيه وتسع قاعات سينما وسوبر ماركت. يقع المول على مساحة 227’327 كم مربع، منها 57,121 كم مربع قابلة للتأجير.

## معرض الصور

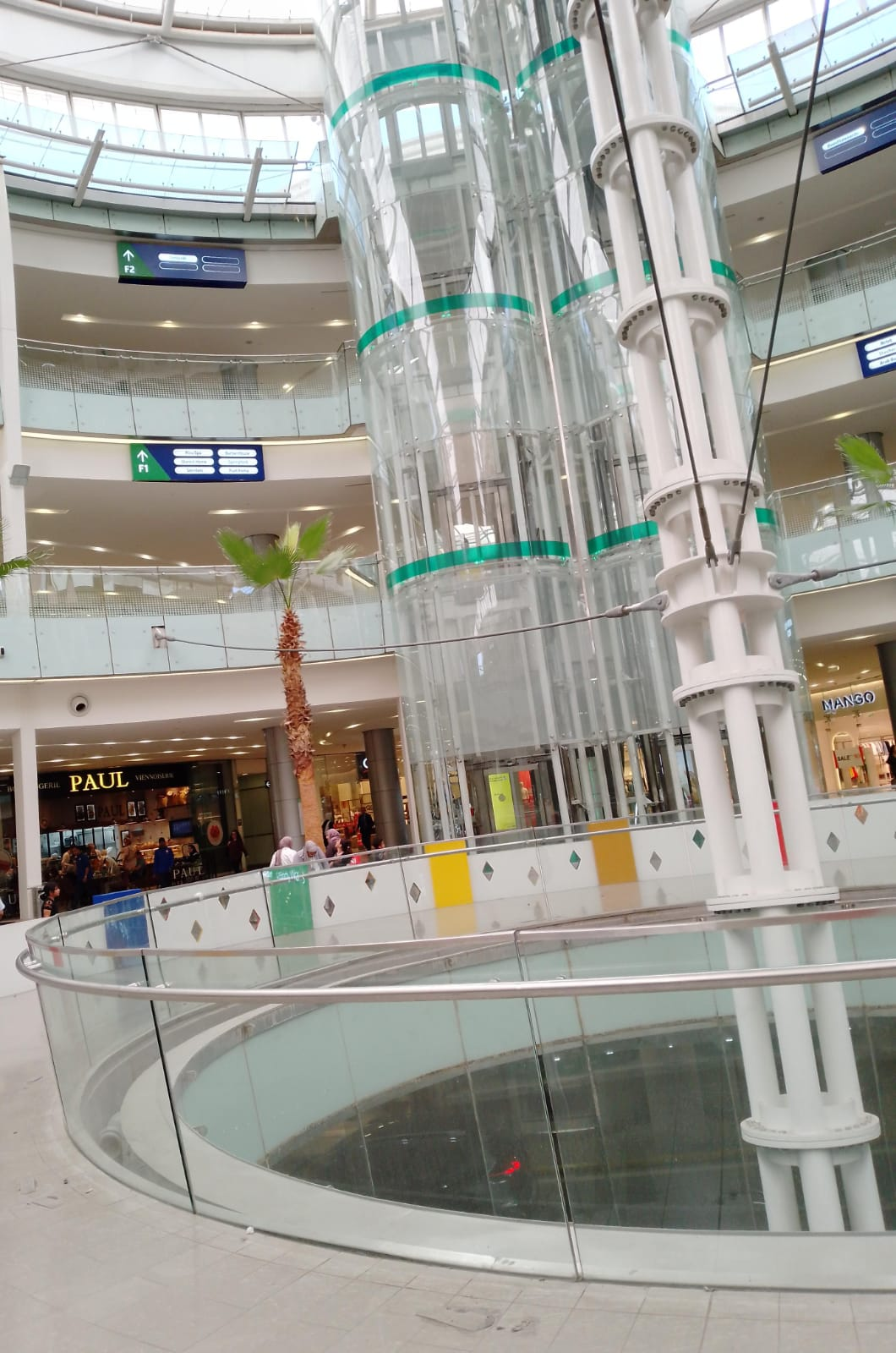
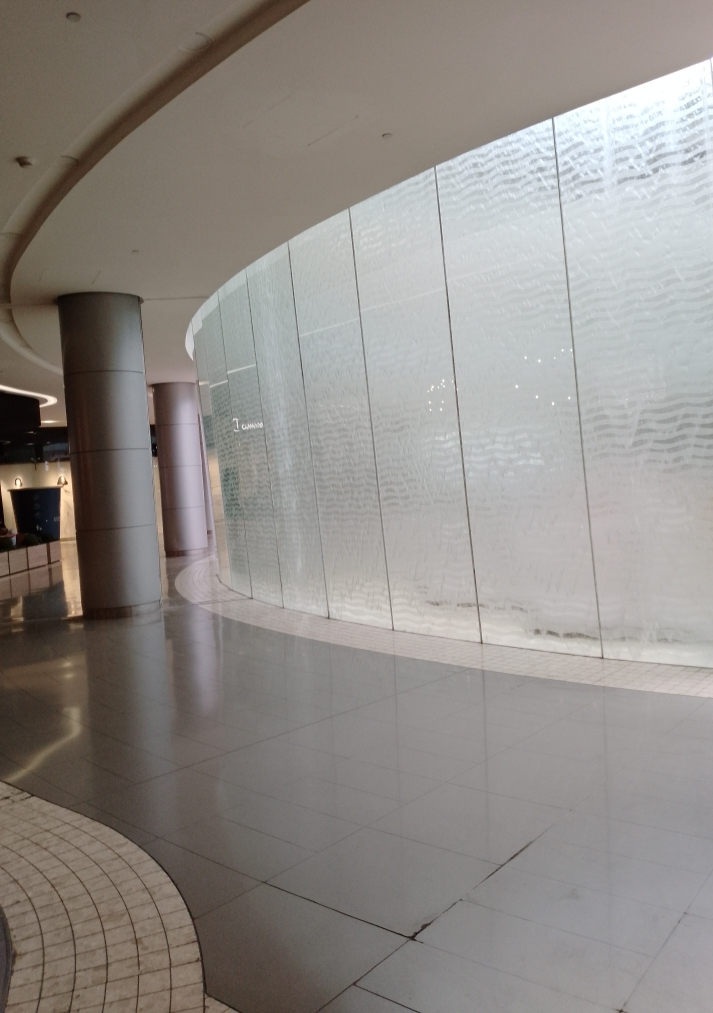
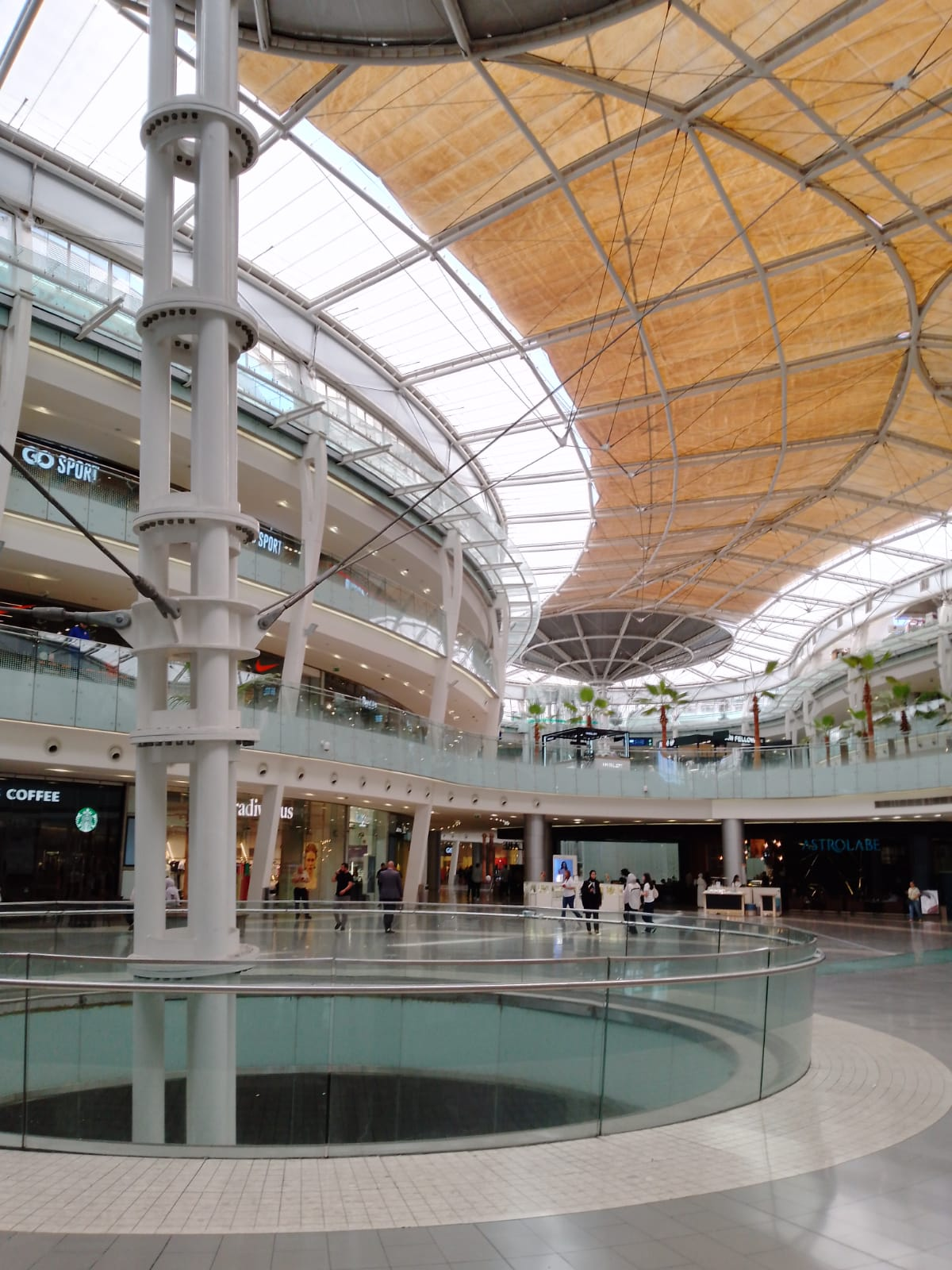
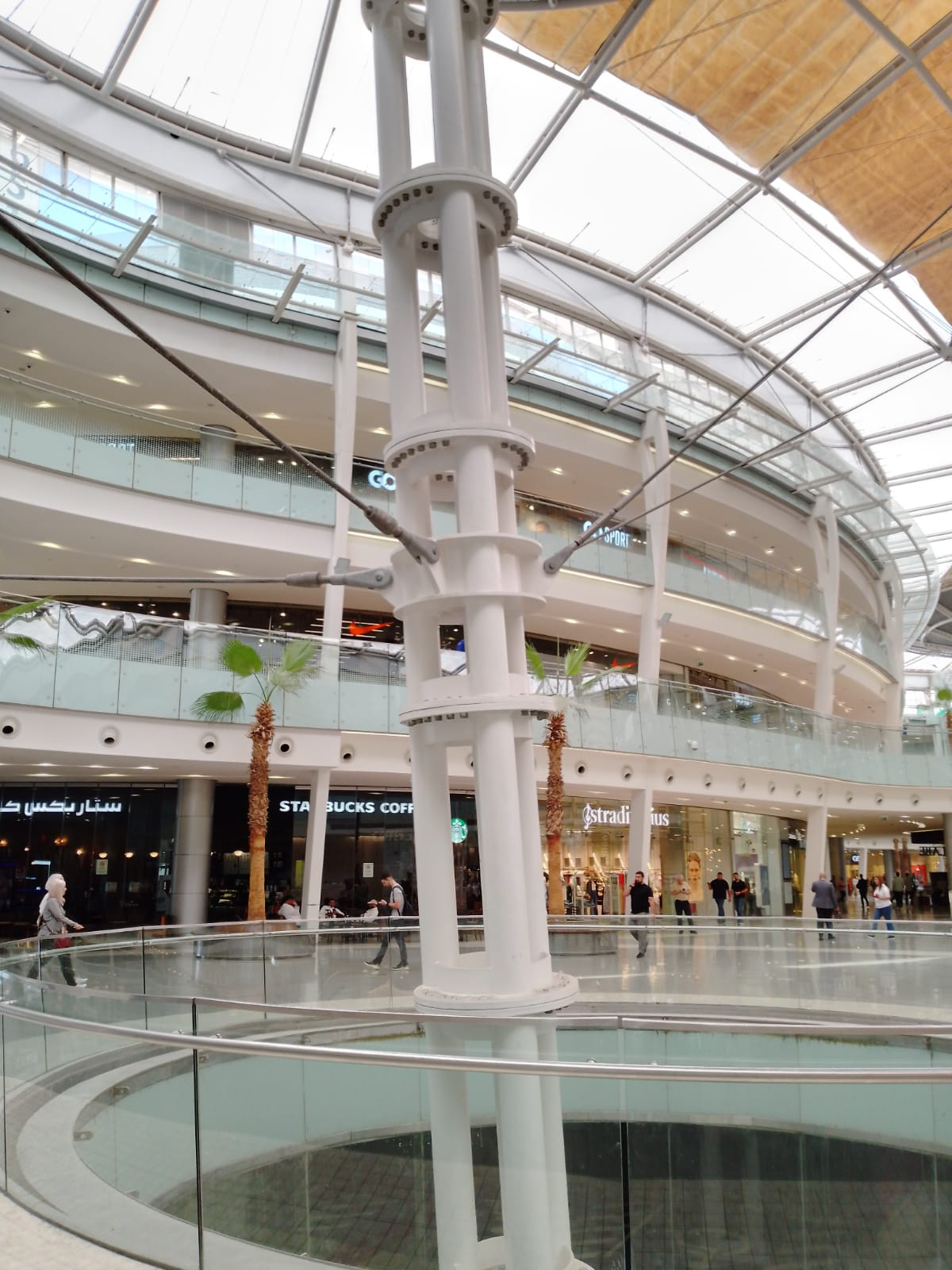
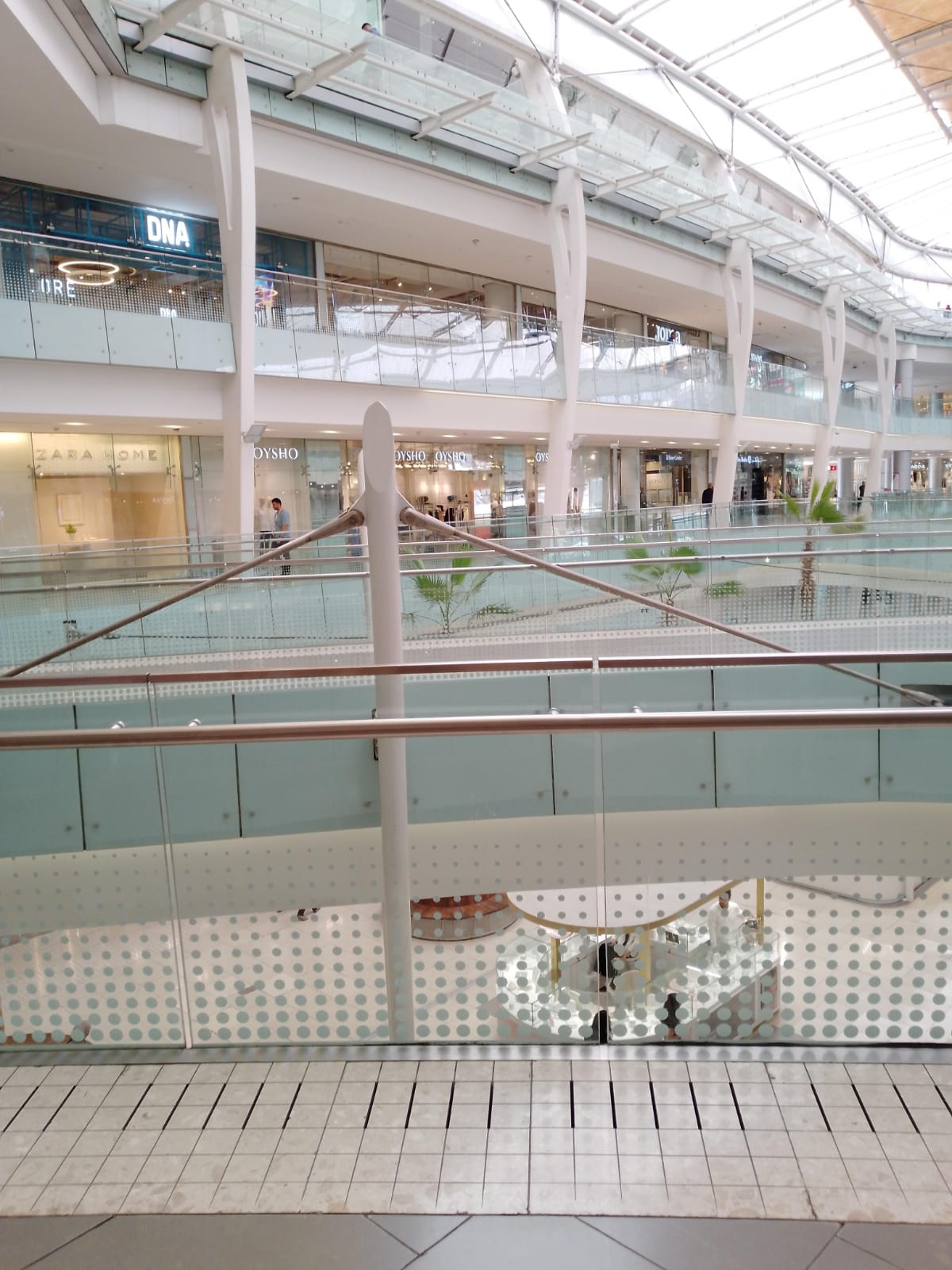
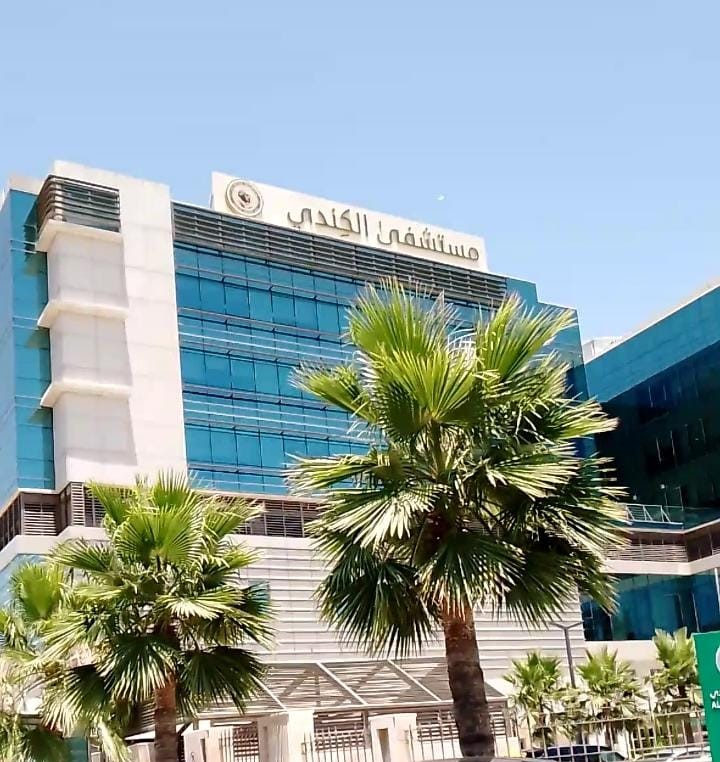
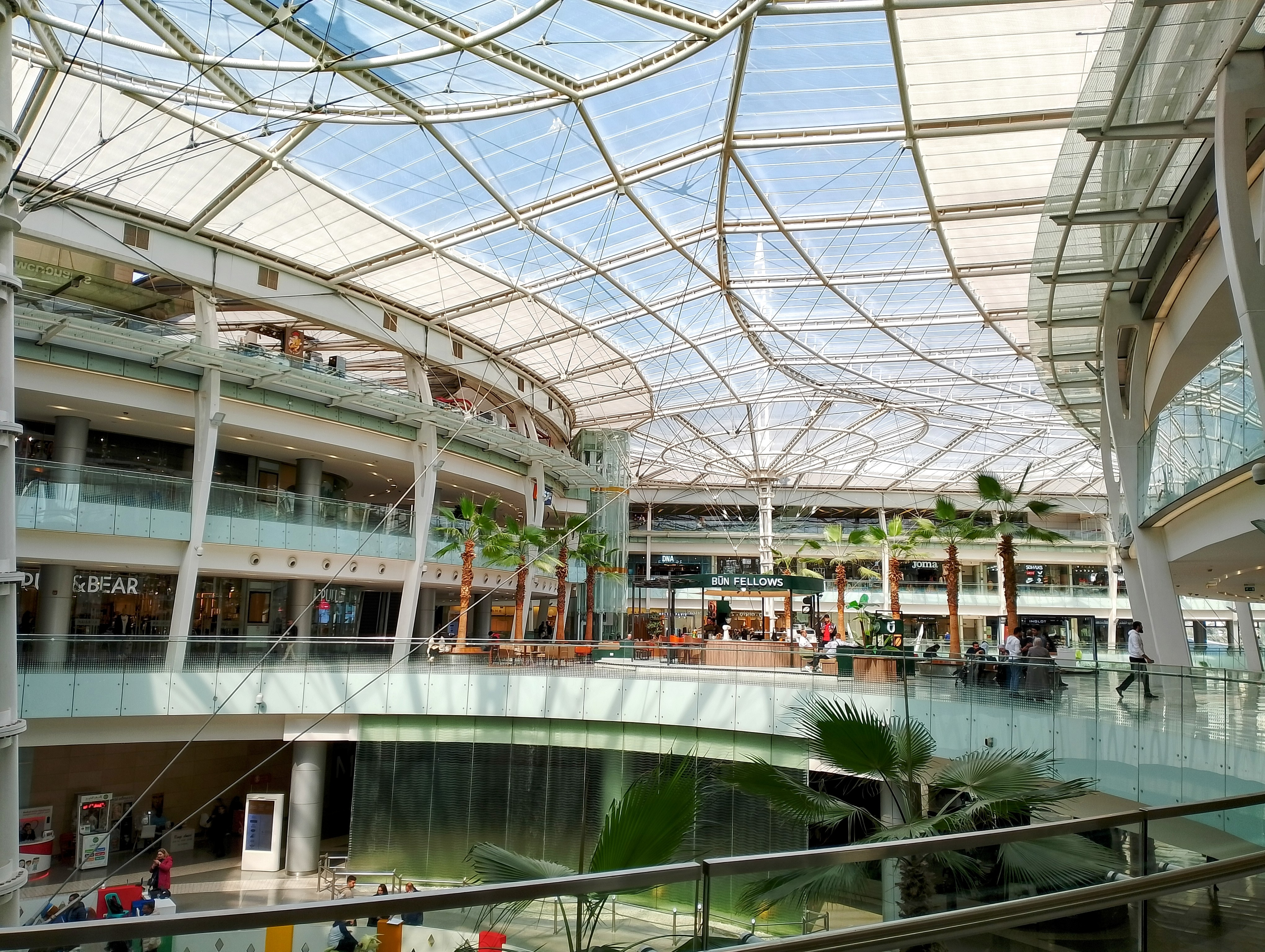
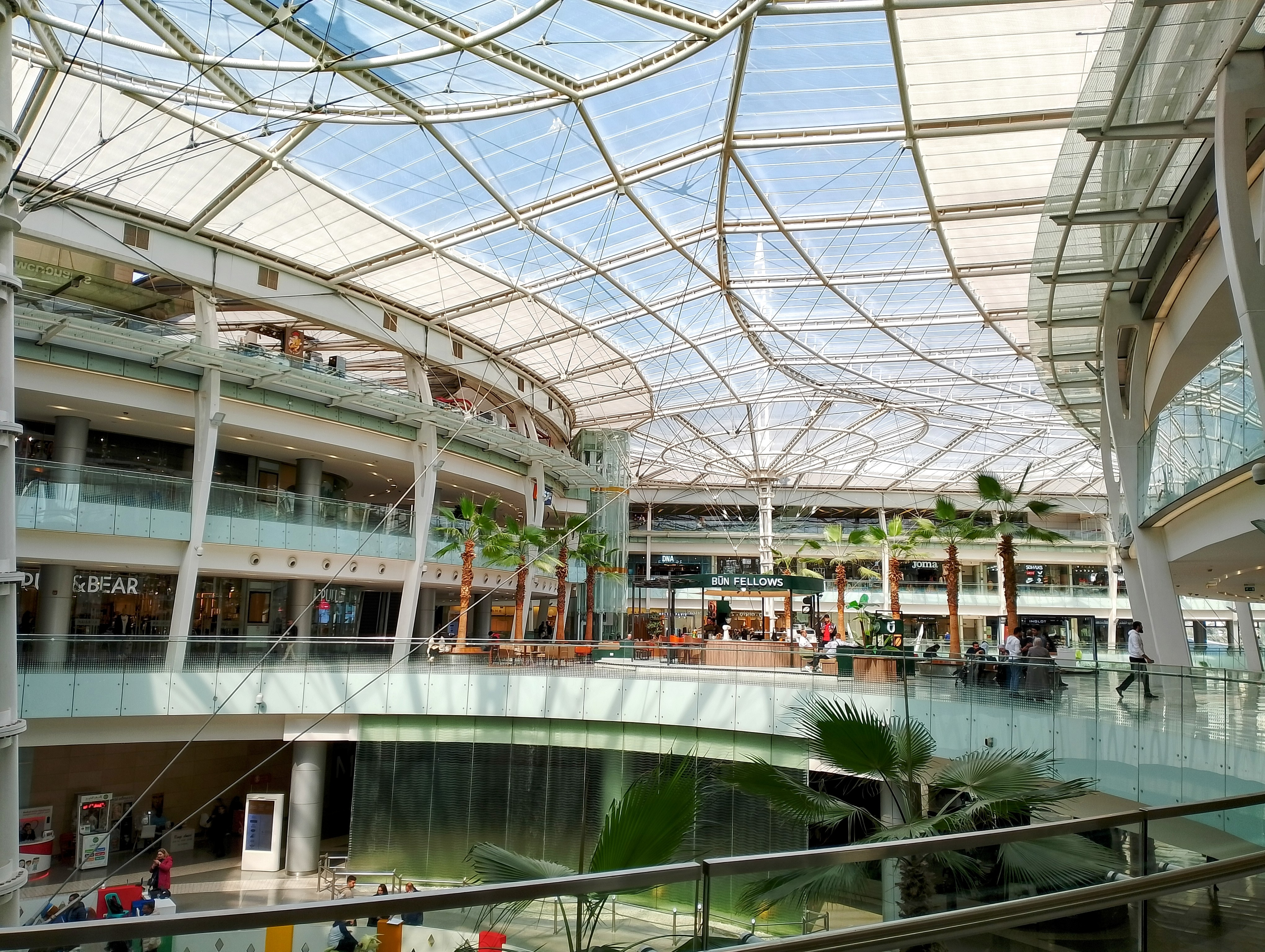
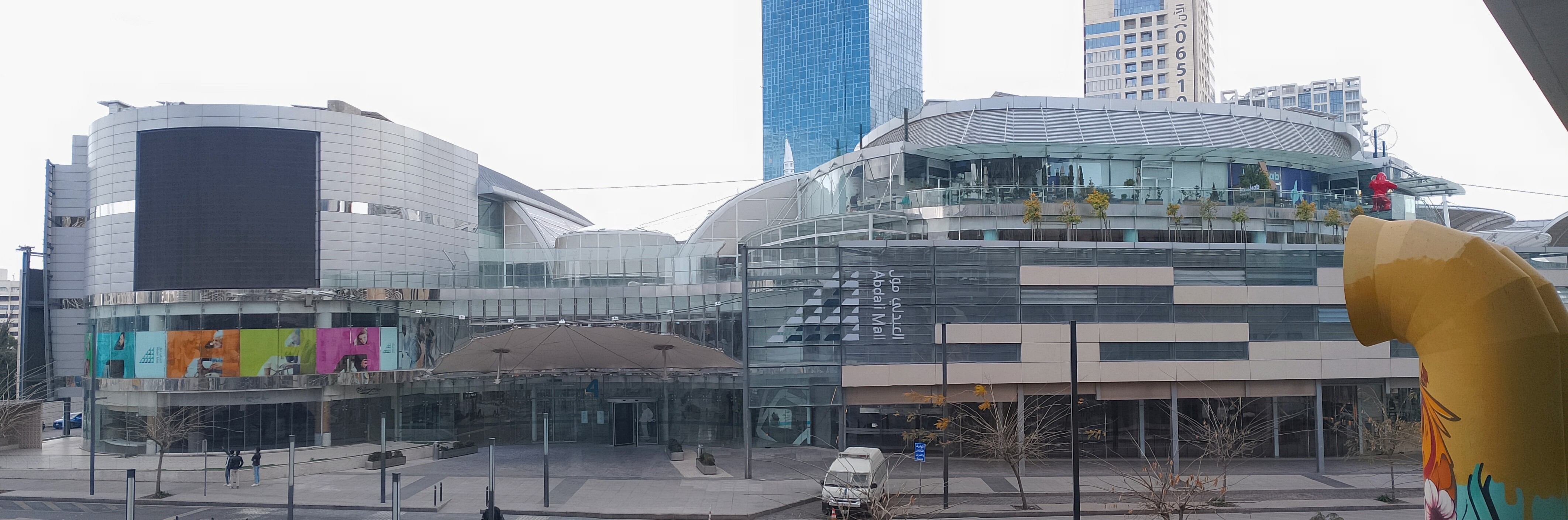
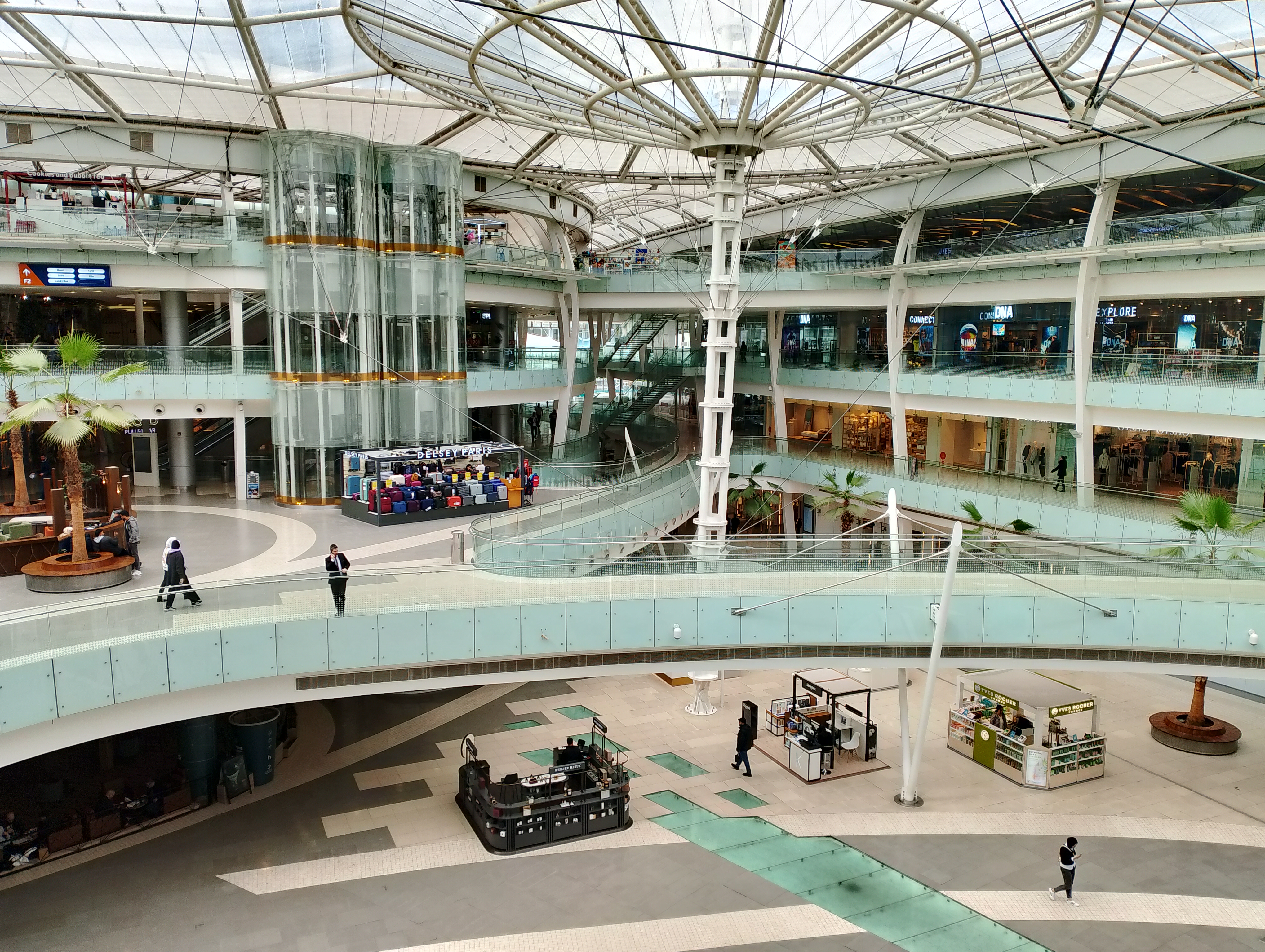
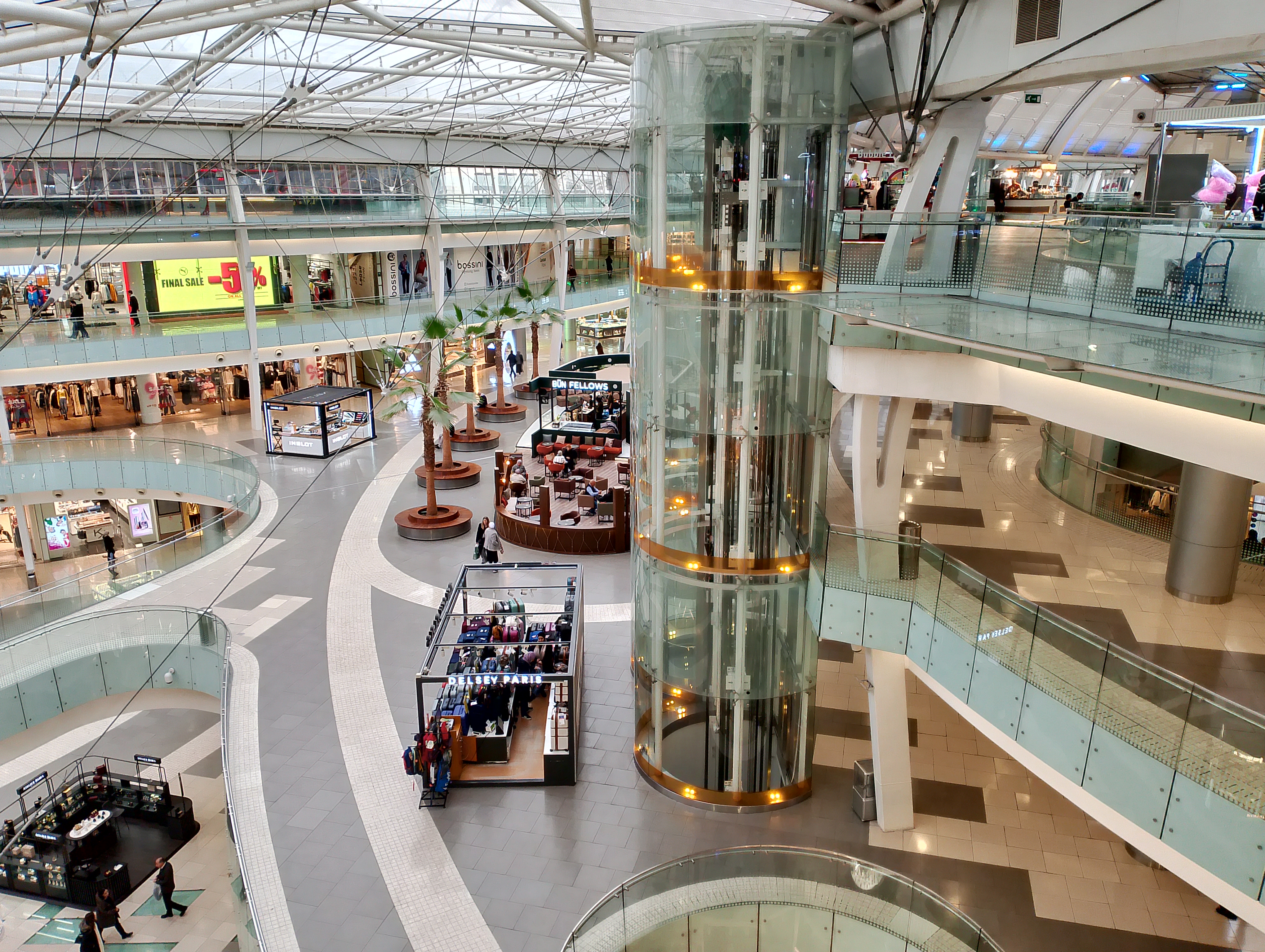
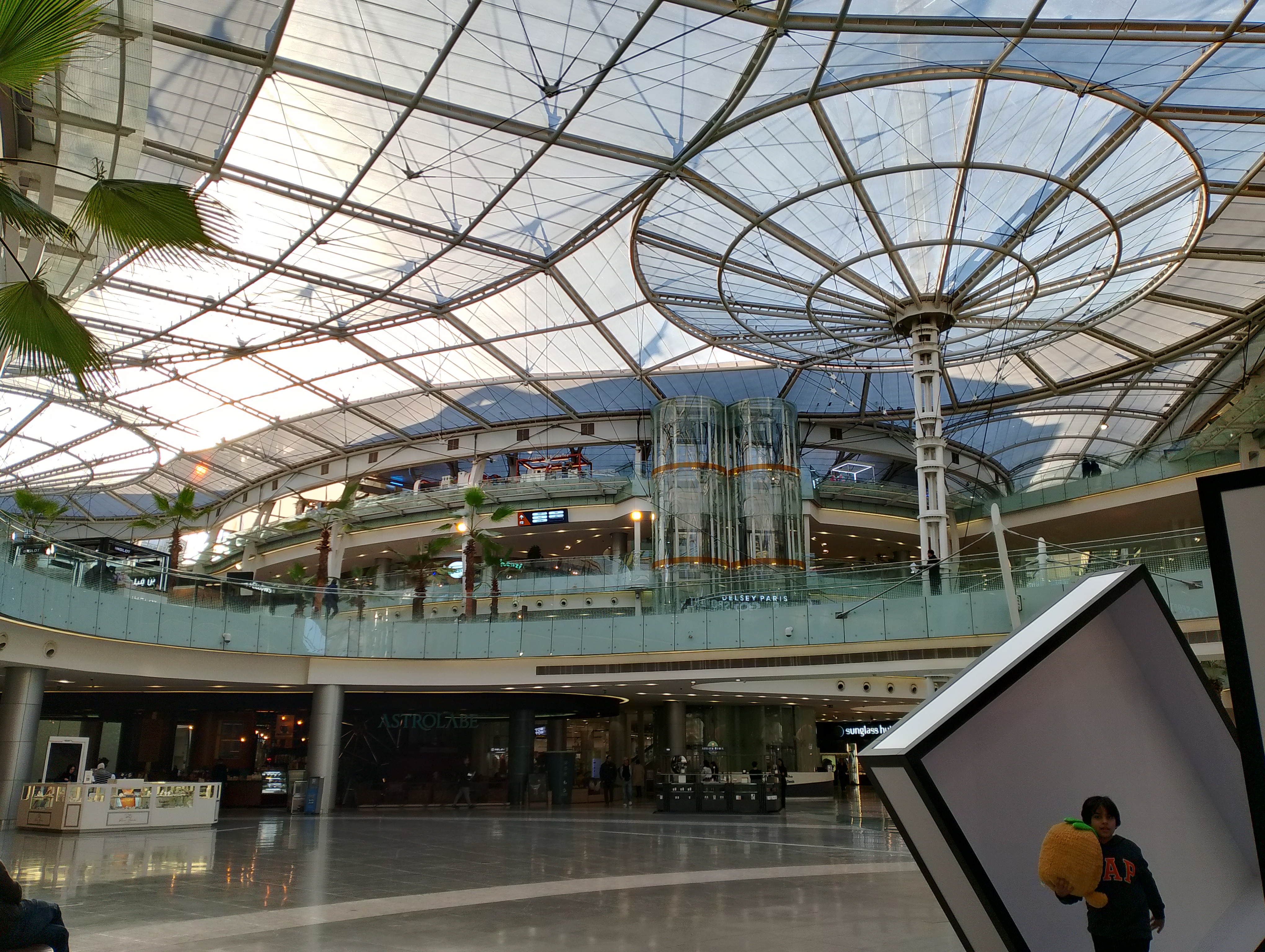